# Combat de Friedberg (Hesse)
Pour l’article homonyme, voir Combat de Friedberg (Bavière).
Première Coalition
Batailles
Le combat de Friedberg se déroule le 10 juillet 1796 à Fridberg, en Hesse. L'armée de Sambre-et-Meuse commandée par le général Jourdan y défait un corps autrichien aux ordres du général Wartensleben.

## Contexte
En 1796, les plans de Carnot organisent les forces françaises en trois armées. Pendant que l'armée d'Italie doit fixer un maximum de forces autrichiennes, les armées de Sambre-et-Meuse sous les ordres de Jourdan et de Rhin-et-Moselle sous les ordres de Moreau doivent porter une offensive en Allemagne jusqu'à Vienne. Le plan de Carnot prévoit que les deux armées agiront sur des théâtres séparés. Le commandant en chef autrichien, l'archiduc Charles décide de profiter de cet espace pour combattre les armées françaises séparément et les battre une à une.
Jourdan attaque en premier, puis, en juin, Moreau franchit le Rhin à Strasbourg. Laissant 36 000 hommes sous les ordres de Wartensleben devant l'armée de Sambre-et-Meuse, le commandant en chef autrichien va au devant de l'armée de Rhin-et-Moselle. Battu à Ettlingen (en) le 9 juillet, l'archiduc retraite pour rassembler ses forces. Pendant ce temps, s'étant rendu compte de la faiblesse du corps qui lui fait face, Jourdan reprend l'offensive.

## Déroulement
Les combats sont acharnés mais à la fin de la journée, les Autrichiens sont rejetés derrière la Nidda. Wartensleben a perdu un millier d'hommes dans l'affrontement qui a couté 700 hommes à Jourdan.

## Conséquences
L'armée républicaine poursuit son offensive et pousse le corps de Wartensleben au sud du Main. S'avançant de manière aventureuse, elle est défaite à Amberg par l'armée de l'archiduc Charles qui vient de retraverser le Danube.